# Fly-by-Wire

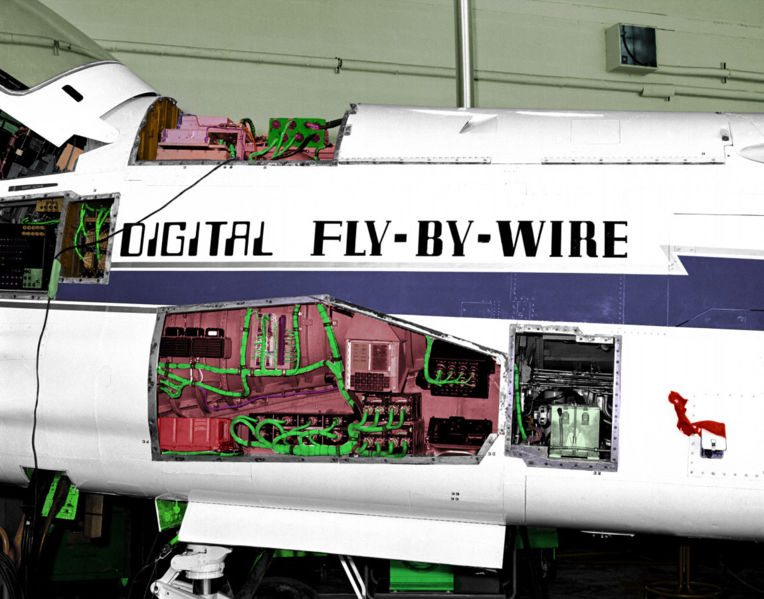
Eines der ersten digitalen Fly-by-Wire-Systeme (grün markiert) 1972 in einer Vought F-8 der NASA

Fly-by-Wire [ˌflaɪbaɪˈwaɪɹ], FBW, sinngemäß Fliegen per Draht (elektronisch) oder elektronische Flugzeugsteuerung, ist eine Signalübertragungstechnik für die Flugsteuerung von Luftfahrzeugen.
Im Unterschied zur klassischen Steuerung, bei der die Steuerbewegungen des Piloten mit dem Steuerhorn durch Stahlseile, Schubstangen oder Hydrauliksysteme an die Steuerflächen oder Rotoren übertragen werden, sitzen bei Fly-by-Wire Sensoren an den Steuerelementen (Steuerknüppel, Pedale usw.), deren elektrische Signale Aktoren (Elektromotoren, Hydraulik) an den Steuerflächen ansteuern.
In der Regel wird vorausgesetzt, dass die per Draht übermittelten Steuerbefehle von einem Fluglagecomputer oder Autopilot stammen. Hierdurch wird der Pilot zusätzlich unterstützt und von Routineaufgaben befreit, bei Flugzeugen mit dynamisch instabiler Fluglage ist solch eine schnelle Regelung unverzichtbar.

## Konzept
Die Eingaben des Piloten an den Steuerelementen (z. B. am Sidestick) werden beim Fly-by-Wire in elektrische Signale umgewandelt, die dann von Servomotoren oder von Hydraulikzylindern, die mittels elektrischer Ventile angesteuert werden, wieder in Bewegungen der Steuerflächen umgesetzt werden.
Der wesentliche Unterschied von Fly-by-Wire im Gegensatz zu servounterstützten Systemen (wie z. B. der Servolenkung im Auto) ist die vollständige mechanische Entkopplung von Steuerelement (Steuerknüppel) und Stellmotor. Die Steuersignale werden rein elektrisch übertragen.
Eine Erweiterung des Fly-by-Wire-Konzeptes besteht darin, die Steuersignale vor Ausführung durch einen Flugkontroll-Computer laufen zu lassen, der sie beispielsweise auf Plausibilität überprüfen kann und die Einhaltung gewisser Grenzwerte überwacht, damit die Maschine nicht abstürzt oder auseinanderbricht (zum Beispiel durch zu starke positive oder negative g-Kräfte, Geschwindigkeiten oder Anstellwinkel). Die automatische Überwachung und Einschränkung der Steuerbefehle wird im Englischen Flight Envelope Protection genannt (siehe auch Steuergrenze und Steuerreserve).

## Geschichte
Die Entwicklung entsprechender Systeme begann, als man durch Servoaktoren eine Möglichkeit sah, die aufwändigen und schwierig zu wartenden Stangen, Seilzugsysteme und Hydrauliken durch leichtere elektrische Systeme zu ersetzen. Die Pionierarbeit dazu wurde bei Raketensystemen geleistet, die durchweg elektrische Lenksysteme aufwiesen.
Die Anfänge von Fly-by-Wire reichen bis in den Zweiten Weltkrieg zurück. Dort wurde im Jahre 1943 der C-1-Autopilot im B-17E-Bomber eingesetzt. Der C-1-Autopilot war eine sehr simple Form des Fly-by-Wires und ermöglichte ausschließlich einen stabilen Geradeaus-Flug. Er basierte auf analogen elektrischen Signalen, die von den Sensoren an die Aktoren übertragen wurden.
Am 30. August 1952 startete ein Prototyp des Avro Vulcan zu seinem Erstflug. Der Militärjet war das erste Flugzeug, in dem ein vollständiges Fly-by-Wire-System eingesetzt wurde. Die Servoventile der Stellsysteme wurden hierbei mit analogen elektrischen Signalen angesteuert.
Im zivilen Bereich wurde als erstes Flugzeug die Concorde mit einer analogen Fly-by-Wire-Steuerung ausgestattet.
Am 25. Mai 1972 startete die NASA mit einer modifizierten Vought F-8 „Crusader“ das erste Flugzeug mit digitalem Fly-by-Wire, das auf Basis des Bordrechners der Mondlandefähre des Apollo-Programms (Apollo Guidance Computer) arbeitete.
Ein weiteres wichtiges Datum der Entwicklungsgeschichte ist der 22. Februar 1987. An diesem Tag fand der Erstflug des Airbus A320 statt. Als erstes Verkehrsflugzeug verzichtete die A320 auf ein vollausgeprägtes mechanisches Backup-System. Eine mechanische Notsteuerung, bestehend aus Ansteuerung des Seitenruders und der Höhenflosse, war jedoch vorhanden. Neuere Flugzeuge verzichten vollständig auf das mechanische Backup. Boeing setzt das System seit 1994 mit Einführung der Boeing 777 ein.
Planungen von zivilen Senkrechtstartern führten zwar nicht zu deren Serienreife, gaben aber wichtige Impulse für die Entwicklung von Fly-by-Wire-Systemen.

## Anwendungen
Moderne Militärjets sind primär auf hohe Manövrierfähigkeit bzw. Tarneigenschaft ausgelegt. Das damit einhergehende aerodynamische Verhalten ist für den Piloten schwierig oder überhaupt nicht zu kontrollieren, weshalb solche Jets grundsätzlich eine dynamische Flugsteuerung und damit Fly-by-Wire benötigen. Die amerikanische F-16 „Fighting Falcon“ hat ohne aktivierten Fluglagecomputer beispielsweise die Tendenz, mit sehr hohem Anstellwinkel in Rückenlage zu fliegen, der Eurofighter würde mit ebenso hohem Anstellwinkel nach oben ziehen. Einem menschlichen Piloten wäre es nicht möglich, das Flugzeug zu beherrschen.
So stammt aus der militärischen Fliegerei eine weitere, frühere Bedeutung von Fly by Wire: Das Fliegen wie an einem Draht. Damit ist gemeint, dass der Pilot (v. a. eines Kampfflugzeuges) seinem Luftfahrzeug eine beabsichtigte Flugrichtung vorgibt und die Elektronik alle weiteren nötigen Schritte unternimmt, um diese Flugrichtung zu realisieren. Für den Piloten ist dies eine Erleichterung, da die Bordcomputer unabhängig von der Flughöhe und der Geschwindigkeit bei einem gleichen Input die gleiche Änderung der Flugrichtung bewerkstelligen. Das Flugzeug weist also in allen Flugphasen dasselbe Verhalten auf. Man erkannte jedoch rasch, dass es sich hierbei um kein eigenständiges Konzept handelte, sondern um die Fortführung des Konzeptes der elektronischen Steuerung.
Bei Hubschraubern dient das Zusammenspiel von Fly-by-Wire und Flugcomputer zur Entlastung des Piloten, indem z. B. automatisch das Hauptrotor-Drehmoment ausgeglichen oder die Höhe/Schwebeposition gehalten wird. Das erste Verkehrsflugzeug mit einer Fly-by-Wire-Steuerung war die Concorde, die allerdings nur in geringer Stückzahl hergestellt wurde. Die Concorde verwendete jedoch analoge elektrische Signalübertragung. Das erste in hoher Stückzahl hergestellte Verkehrsflugzeug mit digitaler Fly-by-Wire-Steuerung ist der Airbus A320.

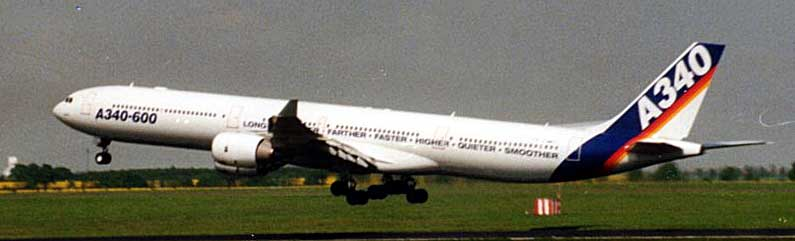
Airbus A340-600: Heckneigungskontrolle bei Start und Landung

Inzwischen sind alle Neuentwürfe von Verkehrsflugzeugen mit Fly-by-Wire ausgestattet. Das erstmals im Airbus A320 eingesetzte Airbus-System enthält so genannte „Flight Envelope Protections“. Der Flugkontroll-Computer gibt dabei einen Rahmen fest vor (Anstellwinkel, Neigung, Geschwindigkeit, Schräglage), in dem das Flugzeug bewegt werden kann. Sinn des Systems ist, gefährliche Fluglagen zu verhindern. Das Boeing-System der Boeing 777 dagegen verhindert dies nicht; hier hat in jedem Fall der Pilot die Entscheidungshoheit. Wird bei der Boeing 777 versucht, die Flugbereichsgrenzen zu überschreiten, so werden die Steuerkräfte jedoch signifikant erhöht. Für sehr lange Flugzeuge, wie den Airbus A340-600, wird sichergestellt, dass das Heck beim Starten und Landen nicht den Boden berührt (Verhinderung eines Tailstrikes).

### C* und C*U
Bei Airbus-Flugzeugen ab dem Modell A320 wird im normalen Betriebsmodus (Normal Law) das C*-Konzept umgesetzt. Mit dem Sidestick wird keine direkte Änderung der Steuerflächenpositionen bewirkt, sondern ein indirektes Kommando erzeugt. Für Bewegungen um die Flugzeuglängsachse wird eine bestimmte Rollrate kommandiert, für Bewegungen um die Flugzeugquerachse (Pitch) wird eine Neigungsrate, oberhalb einer bestimmten Geschwindigkeit jedoch ein Vielfaches der Erdbeschleunigung kommandiert. Diese Vorgaben werden dann durch Ansteuern der Ruderflächen umgesetzt und die Fluglage ändert sich. Wird der Sidestick in der Neutralposition belassen, fliegt das Flugzeug automatisch ausgetrimmt die Trajektorie weiter, das heißt, die Flugbahn wird beibehalten, während die Fluglage und die Geschwindigkeit sich ändern können. Die gewählte Flugbahn wird erst verlassen, wenn die Piloten neue Steuerbefehle geben oder wenn der Flugkontrollcomputer eine gefährliche Tiefe beziehungsweise hohe Fluggeschwindigkeit feststellt, worauf die Nase des Flugzeugs automatisch gesenkt beziehungsweise gehoben wird.
Bei moderneren Boeing-Flugzeugen (ab Boeing 777) findet sich ein verwandtes System, C*U. Im Unterschied zu C* bewirken die Flugkontrollcomputer, dass nicht nur die Flugbahn, sondern auch die Vorwärtsgeschwindigkeit des Flugzeugs annähernd gleich behalten wird. Ist das horizontale Leitwerk des Flugzeuges für eine bestimmte Geschwindigkeit ausgetrimmt, wird der Computer die Nase des Flugzeuges senken oder heben, um diese Referenzgeschwindigkeit einzuhalten. Mit dem Betätigen des trim switch teilen die Piloten dem Flugzeug mit, dass die automatische Trimmung des Leitwerks wieder aktiv ist und dass eine neue Referenzgeschwindigkeit gilt. Die höchste wählbare Referenzgeschwindigkeit ist 330 Knoten. Wird die Konfiguration des Flugzeugs verändert – durch Landeklappen oder das Fahrwerk – wird die Querachse (pitch) jedoch beibehalten, auch wenn die Geschwindigkeit sich ändern sollte. Beide Konzepte, C* und C*U, reduzieren die Arbeitsbelastung der Piloten.
Auch im Zeppelin NT findet man ein mit C* vergleichbares System.

### Redundanz
Generell sind Fly-by-Wire Systeme so ausgelegt, dass sie mit mehreren voneinander unabhängigen Hydrauliksystemen, Elektriksystemen und Computern arbeiten. Sind alle Systeme intakt, wird das System im Normal Law betrieben. Kommt es zum Ausfall von einzelnen oder mehreren Computern, Steuerflächen oder Sensoren, so kann auf verschiedene Betriebsweisen mit eingeschränktem Funktionsumfang zurückgegriffen werden, die eine sichere Landung ermöglichen:

#### Alternate Law
Wenn beispielsweise ein Hauptcomputer und ein Hydraulikkreis gleichzeitig ausfallen, wird ins Alternate Law gewechselt. Dieser Betriebsmodus ist in zwei Untermodi aufgeteilt, bei denen entweder die Höhensteuerung oder die Rollsteuerung uneingeschränkt erhalten bleibt. Bei der jeweils eingeschränkten Steuerungsachse werden bestimmte Sicherheitsmechanismen ausgesetzt, so dass zum Beispiel im Alternate Law 1 der Überziehschutz verloren geht. In bestimmten Fällen kann zudem der Autopilot ausfallen.

#### Direct Law
Im Direct Law ist kein Autopilot mehr verfügbar. Damit dieser Flugzustand eintritt, müssen viele Systeme gleichzeitig ausfallen. Alle Sicherheitslimits sind aufgehoben, die Eingaben des Piloten werden direkt an die Steuerflächen weitergegeben. Zudem muss die Trimmung manuell erfolgen.

#### Mechanisches Backup
Ältere Fly-by-Wire Flugzeuge verfügen über ein mechanisches Backup, welches entweder nur bestimmte oder sogar alle Steuerflächen über Seilzüge bewegen kann.

## Bewertung

### Vorteile
Der wohl bedeutsamste Vorteil besteht darin, dass gegenüber der mechanischen Signalübertragung Gewicht wie auch Platz eingespart wird. Ebenso bedeuten elektrische Leitungen einen viel geringeren Arbeitsaufwand während der größeren Wartungsarbeiten (C- und D-Checks). Dazu ist es einfacher, die Leitungen zur Signalübertragung redundant auszulegen. Ebenso wird die Installation von hydraulischen Aktoren erleichtert, die unabhängig vom restlichen hydraulischen System arbeiten (z. B. EHA und EBHA bei der Airbus A380) und bei einem Totalausfall der Hydraulik die Manövrierbarkeit gewährleisten.
Ein weiterer großer Vorteil entsteht, wenn ein Computer in einem sogenannten Flight-Envelope-Protection-System die Steuersignale überprüft und diese einschränkt, falls sie das Flugzeug in eine gefährliche Situation bringen würden. Diese Überwachung erlaubt es zum Beispiel den Piloten, bei einer drohenden Kollision brüske Steuerbefehle zu geben, ohne dass die Steuerbefehle selbst eine weitere Gefahrenquelle darstellen würden. Darüber hinaus ermöglicht das Fly-by-Wire eine automatische und damit sehr viel schnellere Reaktion auf Flugbahn- und Fluglageänderungen, wie sie beispielsweise durch Turbulenzen hervorgerufen werden.
Als Beispiele, in welchen Fly-by-Wire zusammen mit Flight Envelope Protection Menschenleben gerettet haben, werden der Flugunfall von Habsheim und die Notwasserung auf dem Hudson erwähnt. In beiden Fällen haben die Bordsysteme die Piloten daran gehindert, einen zu großen Anstellwinkel zu wählen; die Folge war jeweils eine relativ sanfte Bruchlandung.

### Nachteile
Die mechanische Entkoppelung von Steuerelementen und Rudern macht für den Fall eines Energieabfalls auf der Aktorenseite ein Notfallsystem erforderlich. Bei hydraulisch angetriebener Ruderverstellung kann der Hydraulikdruck beziehungsweise bei elektrisch betriebener Ruderverstellung die Betriebsspannung der Aktoren durch Ausfallen aller Triebwerke (Treibstoffmangel) abfallen. Notfallsysteme können mit einer Ram-Air-Turbine (ausklappbare Luftschraube) realisiert werden, die aus dem Fahrtwind im Sinkflug die benötigte Energie liefert. Auch ohne Fly-by-Wire kann allerdings bei hydromechanischer Steuerung mit Hydraulikpumpe ein Notfallsystem erforderlich sein.
Fly-by-Wire ist anfällig gegen elektromagnetische Störeinflüsse, daher müssen insbesondere die Datenübertragungskabel aufwändig abgeschirmt werden. Vor allem das Militär drängt auf die Einführung einer sichereren Übertragungstechnik. Diese könnte mit „Fly-by-Light“, also mit der elektromagnetisch unempfindlichen Lichtwellenleiter-Technik, zur Verfügung stehen.
Fly-by-Wire entkoppelt den Piloten von der Flugphysik und den Kräften, die an Rudern und Klappen auftreten. Moderne Entwicklungen liefern ein künstliches Feedback, indem sie mit Aktoren die Kräfte an Steuerknüppeln, -hörnern und Pedalen so nachbilden, als wären die entsprechenden Geräte mit den Rudern und Klappen verbunden. Der Pilot kann so das Verhalten des Flugzeugs wieder „fühlen“. Darüber hinaus können auch Warnungen mit hoher Priorität, etwa bei einem drohenden Strömungsabriss, über mechanisches Rütteln der Steuersäule (sog. Stickshaker) oder als synthetisch erzeugte Gegenkraft im Sidestick, dem Piloten mit hoher Salienz mitgeteilt werden.
Ein möglicher Nachteil besteht nach Ansicht des Flugunfallexperten Chesley Sullenberger darin, dass es für die Piloten nicht auf Anhieb erkennbar ist, welche Steuerbefehle der jeweils andere Pilot über den Sidestick an das Flugzeug schickt, da keine mechanische Kopplung zwischen den Sidesticks der beiden Piloten besteht und die Auslenkung der Sticks sehr gering und daher optisch schwer zu erkennen ist. Diese Tatsache könnte beim Absturz des Flugs Air France 447 eine Rolle gespielt haben, da hier einer der Piloten die Nase des Flugzeugs fälschlicherweise stark nach oben zog, dies jedoch von den anderen Piloten nicht erkannt wurde und eine Korrektur unterblieb. Jedoch herrscht unter Piloten der Konsens, dass die Fluglage aufgrund der Instrumente beurteilt werden soll, nicht jedoch über die Lage von Steuerknüppeln und Sidesticks. Ebenso müssen die Piloten ihre Absichten ohnehin gegenüber einander kommunizieren (siehe CRM).